# 1979年2月26日の日食

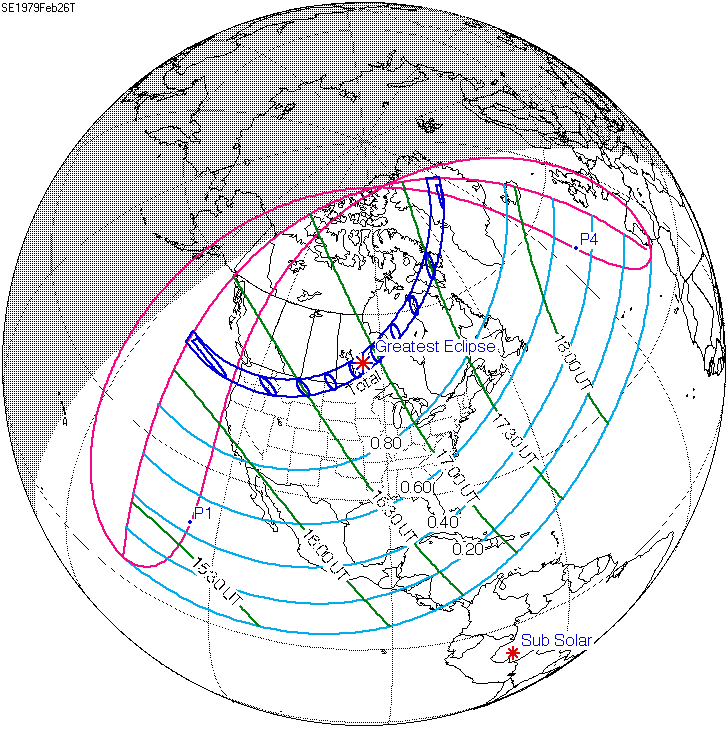

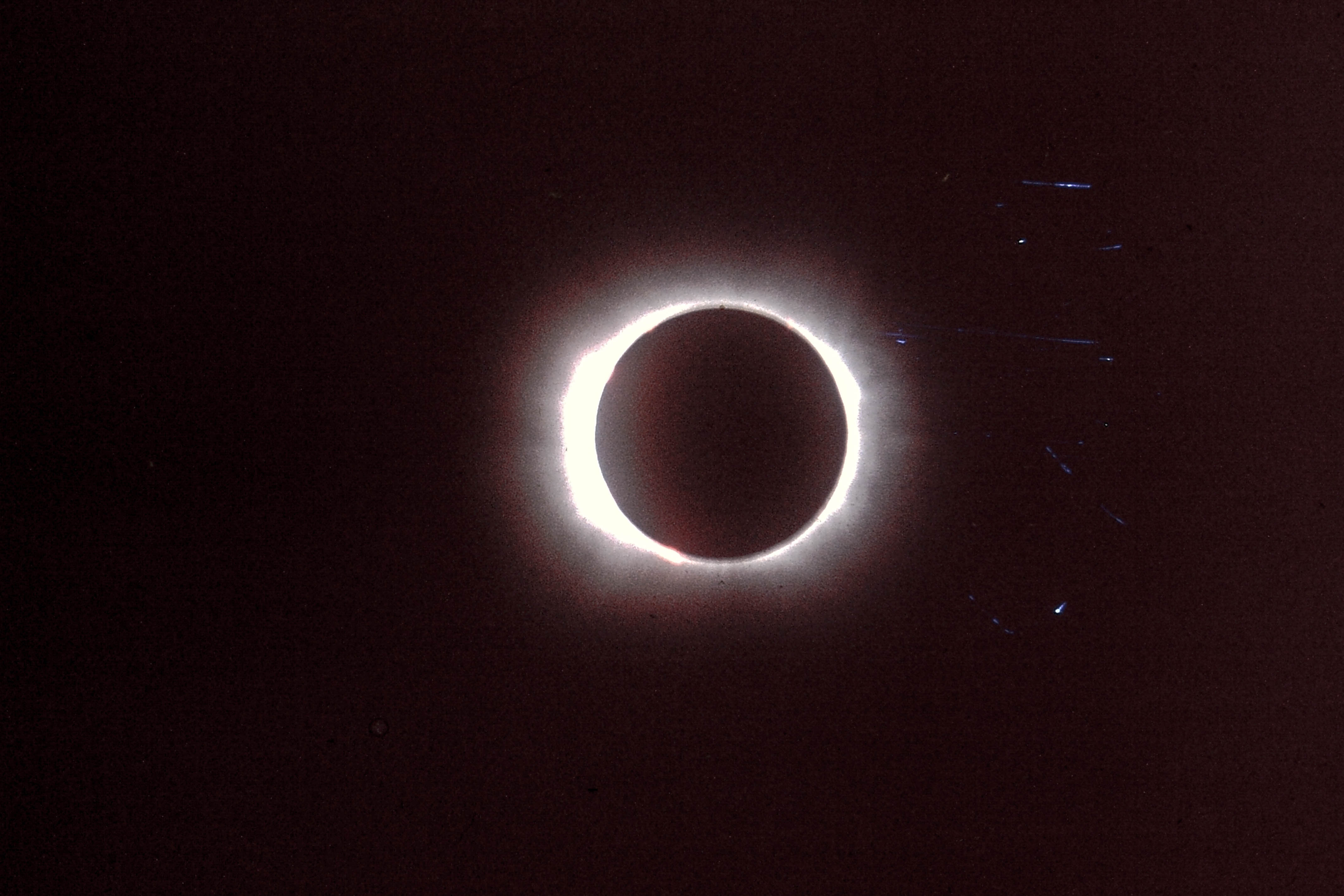
カナダマニトバ州ブランドンの皆既日食

1979年2月26日の日食は、1979年2月26日に観測された日食である。アメリカ、カナダ、デンマーク領グリーンランドで皆既日食が観測され、北アメリカのほとんどと周辺の一部で部分日食が観測された。

## 通過した地域
皆既帯が通過した、皆既日食が見えた地域はアメリカ北西部のオレゴン州とワシントン州の隣接地域から北部国境にあるノースダコタ州北西部まで、カナダのサスカチュワン州南東部からバフィン島南部まで、デンマーク領グリーンランド北部だった。皆既食の最大はカナダのオンタリオ州ケノーラ地区西部にあった。
また、皆既日食が見えなくても、部分日食が見えた地域は北アメリカのほとんど（アメリカのアラスカ州の西半分、カナダのクイーンエリザベス諸島北部、グリーンランド北東部、パナマ中東部、小アンティル諸島を除く）、アイスランド、ノルウェー領ヤンマイエン島、デンマーク領フェロー諸島、ブリテン諸島（シェトランド諸島の東半分とイングランド東部を除く）、フランス北西部、イベリア半島西部、ポルトガル領アゾレス諸島だった。

## 観測
これは2017年8月21日までに北米大陸で見える最後の皆既日食である（1991年7月11日にはアメリカ合衆国で見えるが、本土以外のハワイ州だけ）。皆既帯のうち最大な都市アメリカ合衆国オレゴン州のポートランドでは、厚い雲の影響で皆既日食が見えなかった。郊外の一部だけでちょうど雲の隙間から太陽が見えた。空中で皆既日食が見えるチャーター便サービスもあった。オレゴン州、ワシントン州の大部分は雲に覆われ、モンタナ州西部には雲があり、ノースダコタ州などでの観測は成功した。アメリカのジェイ・パサチョフ教授率いるウィリアムズ大学の観測隊はカナダのマニトバ州のブランドン大学で観測に成功した。

## 文学作品
アメリカの作家アニー・ディラードは、ワシントン州中央部のヤキマ川渓谷から皆既日食を観測し、日食に対する印象をエッセイ「皆既日食」に記した。このエッセイは最初雑誌『アンタイオス』に掲載され、その後エッセイ集『石に話を教える』（1982年）に収録された。後にこのエッセイはまた『今（20）世紀アメリカベストエッセイ集』（2000年）に選出された。ディラードは、この日食が抑えきれないぐらいの感情的な体験であったことを、次のように示唆している：「空でこれ以上恐ろしいものを見ることがないように祈る。」他の見物人の反応についても、「叫び声が聞こえた」と記している。
カナダの小説家ダグラス・クープランドの小説『ジェネレーションX』の冒頭にも、この日食が言及されている。

アメリカ合衆国モンタナ州ボーズマンの皆既日食
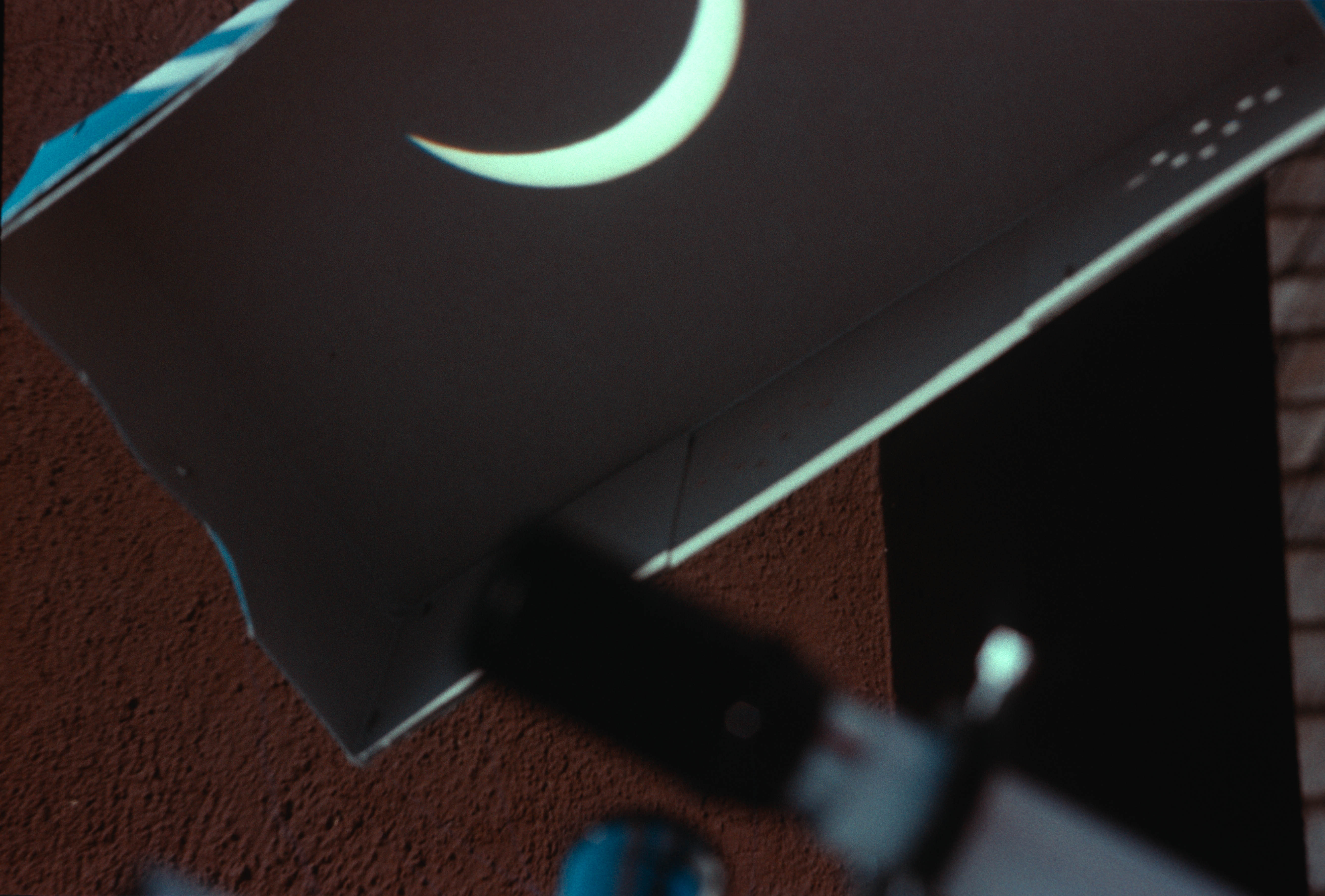
アメリカ合衆国サウスダコタ州シーニック（英語版）の部分日食の投影